# Torfi Bryngeirsson
Torfi Bryngeirsson  (né le 11 novembre 1926 à Búastaðar, et mort le 16 juillet 1995 à Reykjavik) est un athlète islandais, spécialiste du saut en longueur.

## Biographie
Il remporte le titre du saut en longueur des Championnats d'Europe 1950, à Bruxelles, devançant avec la marque de 7,32 m le Néerlandais Gerard Wessels et le Tchécoslovaque Jaroslav Fikejz. 

### Palmarès
| Date | Compétition           | Lieu      | Résultat | Marque |
| ---- | --------------------- | --------- | -------- | ------ |
| 1950 | Championnats d'Europe | Bruxelles | 1er      | 7,32 m |

### Records
| Épreuve          | Performance | Lieu | Date |
| ---------------- | ----------- | ---- | ---- |
| Saut en longueur | 7,32 m      |      | 1950 |